# Доміно. Історія одного чорно-бурого лиса
«Доміно. Історія одного чорно-бурого лиса» (оригінальна назва The Biography of a Silver-Fox, or Domino Reynard of Goldur Town) - твір, написаний канадським письменником Ернестом Сетоном-Томпсоном (1860-1946) у 1909 році.

## Історія створення
Твір «Доміно» був задуманий автором як декілька оповідань. Повна назва твору «Біографія чорно-бурого лиса, або Доміно Ренара, з містечка Голдур» .

## Сюжет
У сосновому лісі неподалік від Голденських гір мешкає сім`я лисів. Мати слідкує за іграми дітей, батько добуває їжу. Лисята граються на поляні та їдять.  Батько-лис, який постійно пильнує,  попереджає про небезпеку - він почув собачий лай. В одного із хлопців, що мешкав у містечку Голдері, надвір вирвалося щеня, з якого мав вирости злючий собака. Це щеня шукає хлопчика, який здалеку спостерігає за лисячими пустощами.
Мати-лисиця, захищаючи дітей, спочатку збиває зі сліду собаку, потім повертається до нори. Там все добре, тільки лисеня із чорним писком, яке завжди гралося біля входу в нору, тепер забилося в куточок. В його життя увійшов страх.
Люди починають полювання на лисиць і вони змінюють місце мешкання. До нової нори мати-лисиця встигла перенести трьох лисенят – найспритнішого із чорним писком, Доміно, його сестру та міцного братика. Коли лисиця переносила третє лисеня, батько-лис подав сигнал тривоги – прийшли хлопці, щоб розрити нору. Через їх дії решта лисенят гине.
Родина лисиць починає жити на новому місці. Лисенята ростуть, граються та поступово вчаться справжньому полюванню. Найсміливіший, найкмітливіший з них – Доміно, лисеня з чорним писком. Та хутро його теж темніє і стає чорним.
Тим часом на полюванні гинуть його брат та батько, яких вполювали собаки.
Мати-лисиця спочатку бере на себе всі турботи, але незабаром Доміно та його сестра самі виходять на полювання та здобувають собі їжу. І Доміно починає жити одинцем. Він вдало полює і вчиться оминати небезпеку, яку становлять собаки, незнайомі тварини, людські пастки… З маленького лисеня він перетворюється на справжнього чорно-бурого лиса.
Не один раз він, заплутуючи сліди уходив від Гекли – страшної собаки, на яку перетворилося молоде щеня, що колись злякало Доміно. Проте робити це стає дедалі складніше – Гекла недарма вважається кращою мисливською собакою.
Взимку, під час полювання, Доміно зустрічає чужу лисицю, Білянку, руду самочку з білою манишкою. Доміно підкорює її серце і вони стають не тільки подружжям, а й друзями на все життя. В осиковому гаю вони будують нору…  
Одного разу Доміно, який завжди намагається уникати небажаних зустрічей, бачить у лісі маленьку дівчинку, яка не лякається і навіть гладить його хутро…
А незабаром у сім’ї лисів народжуються лисенята. Доміно полює та приносить додому їжу. Біжучи через горби, Доміно бачить, як його запеклий ворог, собака Гекла, душить овець, хапаючи їх за горло. Проте люди починають думати, що овець вбивають лисиці.
Багато мисливців із собаками водночас виходять на полювання. Намагаючись відвести мисливців від домівки, Доміно веде собак за собою. Проте цього разу йому дуже складно бігти, заважає глибокий танущий сніг. Майже знесилений ліс раптом забігає на двір, де побачив вже знайому дівчинку. Слідом на ним на двір заходять мисливці і вимагають від господаря віддати їм лиса. Фермер вагається, дівчинка благає батька не віддавати лиса. Тоді мисливці обіцяють, що дадуть лису втекти, а потім продовжать полювання.  І господар віддає лиса. Дівчинка плаче.
Доміно намагається втекти, але мисливці із собаками майже звідусіль оточують його. Серед переслідувачів і його запеклий ворог – Гекла, яка все більше наздоганяє Доміно. Притиснутий до берега річки, Доміно робить те, чого не очікує ніхто із мисливців – він стрибає на крижину… Всі завмирають і тільки розлючена Гекла також стрибає на іншу крижину. Бурхливий потік мчить їх до водоспаду. Але Доміно з усіх сил стрибає на тверду землю протилежного берега…
Три роки потому двоє закоханих милуються заходом сонця на березі річки. То були колишні господар Гекли і дівчинка з корзинкою. Вони зустрічають Білянку, яка гордо дивиться на своїх лисенят та Доміно, який виходить з кущів...

## Цікаві факти
Автор присвятив твір своїй п'ятирічній доньці: «Тій, кому я вперше про це розповів, Анні Сетон». 

## Екранізація
У 1973 році на кіностудії Київнаукфільм режисер Ігор Негреску зняв фільм «Доміно».